# Waleri Alexandrowitsch Loginow
Waleri Alexandrowitsch Loginow (russisch Валерий Александрович Логинов; beim Weltschachverband FIDE Valery A. Loginov; * 13. Dezember 1955 in Sysran) ist ein russischer Schachspieler.

## Werdegang
Waleri Loginow absolvierte ein Studium am Leningrader Technologischen Institut für die Zellulose- und Papierindustrie. Im Jahre 1978 wurde er nationaler Meister. Drei Mal gewann er die Einzelmeisterschaft der Usbekischen Sozialistischen Sowjetrepublik: 1976, 1982 und 1984. Bei den Chodschajew-Gedenkturnieren 1980 in Olmaliq und 1983 in Taschkent landete er auf dem zweiten Platz hinter Juri Anikajew bzw. Juri Schabanow. 
Im Jahre 1987 gewann Loginow souverän ein Qualifikationsturnier in Pawlodar, wobei er Gegner wie Alexei Drejew, Juri Dochojan, Alex Yermolinsky, Waleri Tschechow und Alexander Nenaschew in den Schatten stellen konnte. Daraufhin durfte er im gleichen Jahre bei der sowjetischen Meisterschaft (1. Liga) in Swerdlowsk antreten. Sein Auftritt endete jedoch mit einem Fiasko, als er mit einem einzigen Sieg und acht Niederlagen den letzten Platz in der Tabelle belegte.
Nach der Auflösung der Sowjetunion spielte Loginow zunächst für den usbekischen Schachverband. Er nahm an den Schacholympiaden 1992 in Manila und 1994 in Moskau teil. Obwohl seine Bilanz am ersten Brett 1992 mehr als bescheiden ausfiel, reichte es am Ende für den zweiten Platz in der Teamwertung.
An der russischen Mannschaftsmeisterschaft nahm er zwischen 1995 und 2004 insgesamt fünfmal mit der ersten und zweimal mit der zweiten Mannschaft von Sankt Petersburg teil und erreichte in der Mannschaftswertung viermal (1995, 1998, 1999 und 2002) den dritten Platz.
Im Jahre 1991 wurde er vom Weltschachbund zum Großmeister ernannt. Eigenen Angaben zufolge gewann er in seiner Karriere circa sechzig Turniere, darunter sieben First Saturday Open-Turniere in Budapest.
Nach einem mehrjährigen Aufenthalt in Ungarn siedelte Loginow nach Sankt Petersburg über. In den Jahren 2000, 2004 und 2005 siegte er bei der Sankt Petersburger Stadtmeisterschaft. Zurzeit ist er als Jugendtrainer und stellvertretender Vorsitzender im Trainerrat des örtlichen Schachverbandes tätig. Seine höchste Elo-Zahl von 2610 erreichte er im Juli 1994.